# Frédéric Piquionne
Frédéric Piquionne, född 8 december 1978 i Nouméa, Nya Kaledonien, är en fransk fotbollsspelare spelar som anfallare för Mumbai City i Indian Super League. Dessförinnan har han representerat bland andra Rennes, Lyon, Portsmouth och West Ham. Han debuterade i det franska landslaget den 24 mars 2007.
Den 16 juli 2010 skrev Piquionne på ett treårskontrakt med West Ham.